# Bundesstraße 303
De Bundesstraße 303 (kort: B 303) is een bundesstraße in de  Duitse deelstaat Beieren. De B 303 is 210 kilometer lang.
De B 303 is een west-oostverbinding die begint bij de afrit Wasserlosen aan de A7, om via de rondweg van Wasserlosen door Schweinfurt, langs Coburg, Kronach, Bad Berneck, Bad Alexandersbad en Marktredwitz naar de Tsjechische grens ten oosten van Schirnding te lopen.

## Hoofdbestemmingnc
- Schweinfurt
- Hofheim
- Coburg
- Ebersdorf bei Coburg
- Kronach
- Bad Berneck im Fichtelgebirge
- Marktredwitz
- Arzberg
- Schirnding

B2 · B2a · B2R · B3 · B4 · B4R · B8 · B10 · B11 · B12 · B13 · B13n · B14 · B15 · B15n · B16 · B17 · B18 · B19 · B20 · B21 · B22 · B23 · B25 · B26 · B26a · B27 · B28 · B28a · B29 · B30 · B31 · B31a · B32 · B33 · B33a · B34 · B35 · B36 · B37 · B38 · B38a · B39 · B44 · B45 · B47 · B85 · B89 · B131n · B173 · B276 · B278 · B279 · B285 · B286 · B287 · B289 · B290 · B291 · B292 · B293 · B294 · B295 · B296 · B297 · B298 · B299 · B300 · B301 · B302 · B303 · B304 · B305 · B306 · B307 · B308 · B309 · B310 · B311 · B312 · B313 · B314 · B315 · B316 · B317 · B318 · B319 · B340 · B378 · B388 · B415 · B425 · B426 · B462 · B463 · B464 · B465 · B466 · B467 · B468 · B469 · B470 · B471 · B472 · B491 · B492 · B500 · B505 · B512 · B523 · B532 · B533 · B535 · B588 · B999